# Station Leschede
Station Leschede (Bahnhof Leschede) is een spoorwegstation die hoort bij het Duitse dorp Leschede, in de deelstaat Nedersaksen. Het station zelf ligt in het dorp Emsbüren, dat vlak bij Leschede ligt. Het station ligt aan de spoorlijn Hamm - Emden. Station Leschede telt twee perronsporen.

## Treinverbindingen
De volgende treinserie doet station Leschede aan:
| Serie | Treinsoort                       | Route | Bijzonderheden                                           |
| ----- | -------------------------------- | --- | -------------------------------------------------------- |
| RE 15 | Regional-Express (Westfalenbahn) | (Emden Außenhafen – ) Emden Hbf – Leer (Ostfriesl) – Papenburg (Ems) – Meppen – Lingen (Ems) – Leschede – Rheine – Münster (Westf) Hbf | Emsland-Express Enkele treinen van/naar Emden Außenhafen |